# 渡部亮平
渡部亮平（1987年8月10日—）是日本編劇、電影導演、演出家。

## 作品列表

### 電影
- 聰明的狗不吠反笑（2012年）：導演、編劇、製作、剪輯
- 3月的獅子（2017年）：編劇
- 古書堂事件手帖（2018年）：編劇
- 麻雀放浪記2020（2019年）：編劇
- 變調的灰姑娘（2021年）：導演、編劇

### 電視劇
- 薊花姑娘的搖籃曲（2010年）：編劇
- 水手服喪屍（2014年）：導演、編劇
- 造夢女孩（2015年）：劇本統籌
- 永久就職測試（2015年）：編劇
- 東京傷情故事（2016年）：編劇、導演
- 穿越時空的少女（2016年）：編劇
- 黑暗中的十個女人（2016年）：總演出
- 現在開始威脅你（2017年）：編劇、劇本統籌
- 記不起（2017年）：編劇
- 媽媽比我更喜歡棒球（2019年）：編劇、導演
- 被RAPPER咬到就會變成RAPPER（2019年）：編劇
- 我的部下遙人君（2020年）：編劇

## 外部連結
- 渡部亮平的X（前Twitter）